# Вухань австрійський

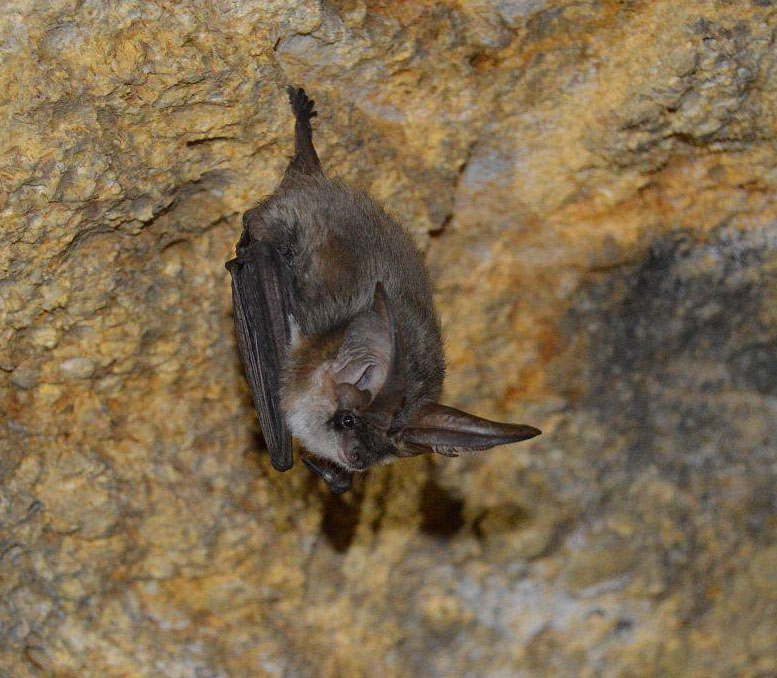
Австрійський вухань в одеських катакомбах

Вухань австрійський, або сірий (Plecotus austriacus) — вид кажанів роду вухань (Plecotus) з родини лиликових (Vespertilionidae).

## Таксономія
Один з 19 видів роду світової фауни, один з двох видів роду у фауні України (разом з вуханем бурим, Plecotus auritus).

## Відмінності від близьких видів
Вид–двійник вуханя бурого, від якого відрізняється дещо більшими метричними показниками. Найпомітнішими морфологічними особливостями є такі:
- маленькі надочні бородавки (у auritus вони великі),
- темні (інтенсивніше пігментовані) кінчики козелків,
- слабо (порівняно з auritus) здуття ніздрів,
- світле забарвлення черева без жовтого смагу.

## Біологія
Типовим біотопом є широколистяні ліси і печерні регіони, в Україні — переважно в межах Карпат, Поділля, Криму.
Вид схильний до синантропії, тяжіє до людських осель, парків і садів. Осілий. Оселяється в дуплах дерев і тріщинах скельних відслонень, у суворі зими часто зустрічається в печерах і каменоломнях. Політ маневрений; полює на дрібних нічних комах, переважно на узліссях, галявинах, садках. Веде переважно усамітнений спосіб життя, влітку самиці формують невеликі виводкові групи. Статевої зрілості досягає на 2 рік життя. Плодить раз на рік по 1 малечі.

## Охоронні заходи
За останнім зведенням МСОП має категорію LC (тобто не потребує спеціальних заходів охорони).
Вид має низку охоронних категорій і включений до двох міжнародних червоних переліків:
- EUROBATS,
- Бернська конвенція — ІІ додаток.

Від 2009 року включений до ІІІ видання «Червона книга України».
В Україні перебуває під охороною в заповідниках Карпатського регіону, Розточчя, Поділля і Криму. Умовою ефективної охорони є створення великих заповідних масивів у зоні широколистяних лісів Карпат і Поділля, належна охорона підземних місцезнаходжень.